# Trianthema oxycalyptra
Trianthema oxycalyptra är en isörtsväxtart som beskrevs av Ferdinand von Mueller. Trianthema oxycalyptra ingår i släktet Trianthema och familjen isörtsväxter. Inga underarter finns listade i Catalogue of Life.